# Urs Salzmann
Urs Salzmann (* 3. Juli 1954 in Regensdorf, Kanton Zürich) ist ein ehemaliger Schweizer Bobsportler.
Auf Salzmann wurde der internationale Bobsport 1982 aufmerksam, als er zusammen mit Rico Freiermuth, Silvio Giobellina und Heinz Stettler Gold bei der Bob-WM in St. Moritz gewann. Im Jahr darauf wurde er mit dem gleichen Team Dritte bei der Bob-Europameisterschaft 1983; 1984 und 1985 konnten sie jeweils den Titel gewinnen. Ebenfalls 1984 gewann Salzmann die Bronzemedaille bei den Olympischen Winterspielen in Sarajevo. Nachdem der Viererbob um Salzmann bei der Bob-Weltmeisterschaft 1985 Dritter geworden war, trennten sich die Wege. Salzmann und Giobellina traten weiter zusammen an und wurden 1988 zusammen mit Curdin Morell und Celeste Poltera Dritter bei der Bob-EM. Des Weiteren wurde Salzmann zwischen 1981 und 1985 fünfmal in Folge nationaler Meister.